# Erhard de Ratisbonne
Erhard de Ratisbonne était un confesseur de Ratisbonne du VIIe siècle. On l’identifie fréquemment avec l’abbé Erhard d’Ebersheimmunster qui apparaît sur un diplôme mérovingien de 684. Les sources anciennes portent parfois la graphie Erard ou Herhard.

## Biographie
Selon la Catholic Encyclopedia, « son hagiographie n'offre que peu d'éléments historiques fiables sur sa vie. »  Il est né en  Irlande et comme plusieurs de ses compatriotes partit vers le Continent comme évêque missionnaire ou « chorépiscope ». Il s'établit d'abord dans les Vosges où il se lia d'amitié avec l’ermite Hydulphe (666-671), qui aurait été archevêque de Trèves. Les sources qualifient ce dernier de « frère » d'Erhard, mais il s'agit là vraisemblablement d'une intention spirituelle.
On dit qu'il fondèrent chacun sept monastères. Puis sous la protection de Théodon de Bavière, Erhard partit pour Ratisbonne et y fonda le couvent de Niedermünster. Une inspiration divine l'appela en Rhénanie pour y baptiser Odile, aveugle de naissance qui à cette occasion recouvra la vue. Il dépêcha un messager vers le père de la jeune dévote, le duc Attich, et le réconcilia avec sa fille qu'il avait déshéritée ; selon une autre source, cependant, Odile aurait plutôt été baptisée par Hydulphe, Erhard n'étant que son assistant.

## Funérailles
On ignore jusqu'à l'année de sa mort. Il fut inhumé dans la crypte Saint-Erhard (toujours intacte) de l'abbaye de Niedermünster, et sa sépulture, confiée au Moyen Âge à la garde des ’Erhardinonnes (moniales vouées au sanctuaire), vit s'accomplir plusieurs miracles.
Otton II, en 974, fit don au couvent « où repose le saint confesseur Erhard » de plusieurs terres de la vallée du Danube. Le 7 octobre 1052, les cendres des évêques Erhard et Wolfgang de Ratisbonne furent consacrées par Léon IX en présence de l’empereur Henri III et de nombreux évêques, cérémonie alors équivalente à une canonisation. Les archives du diocèse de Ratisbonne ne font cependant mention que de la canonisation de Wolfgang.
Vers la fin du XIe siècle, Paul von Bernried, moine de l’Abbaye de Fulda, sur une suggestion de l'abbesse Heilika de Niedermünster, composa une hagiographie d’Erhard et lui annexa un index des miracles. Un chanoine érudit de Ratisbonne, Conrad de Megenberg († 1374), donna une réédition de ce texte. La chapelle de Niedermünster, aujourd'hui église paroissiale, conserve la crosse épiscopale de ce saint, fait d'une corne de buffle. un morceau de son crâne a été enchâssé en 1866 et est imposé contre la tête des fidèles chaque 8 janvier.
Les Acta Sanctorum contienne à la date du 8 janvier trois hagiographies latines d'Erhard. On peut voir un dessin de son magnifique reliquaire dans le livre de Jakob, "Die Kunst im Dienste der Kirche" (pl. XVI).
De nos jours, la St. Erhard est une bière brassée à Bamberg (Allemagne) et massivement exportée vers l'Inde.